# ناتق
النّـَاتِق اسم شهر رمضان في الجاهلية، وهو الشهر التاسع من شهور السنة في الجاهلية.
قال الشاعر: